# 五福商圈

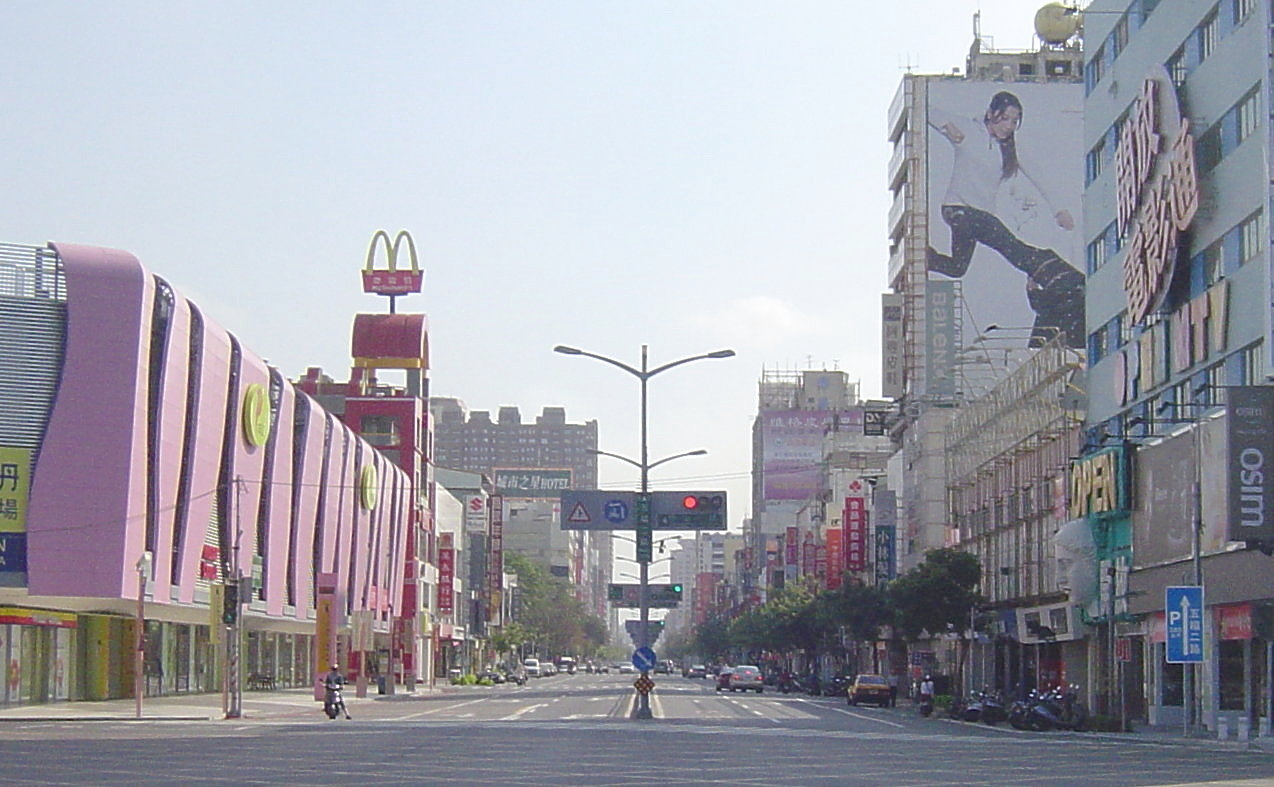
圖為五福路一景，左邊粉紅色建築為大統262，現已改裝並改稱大統五福店

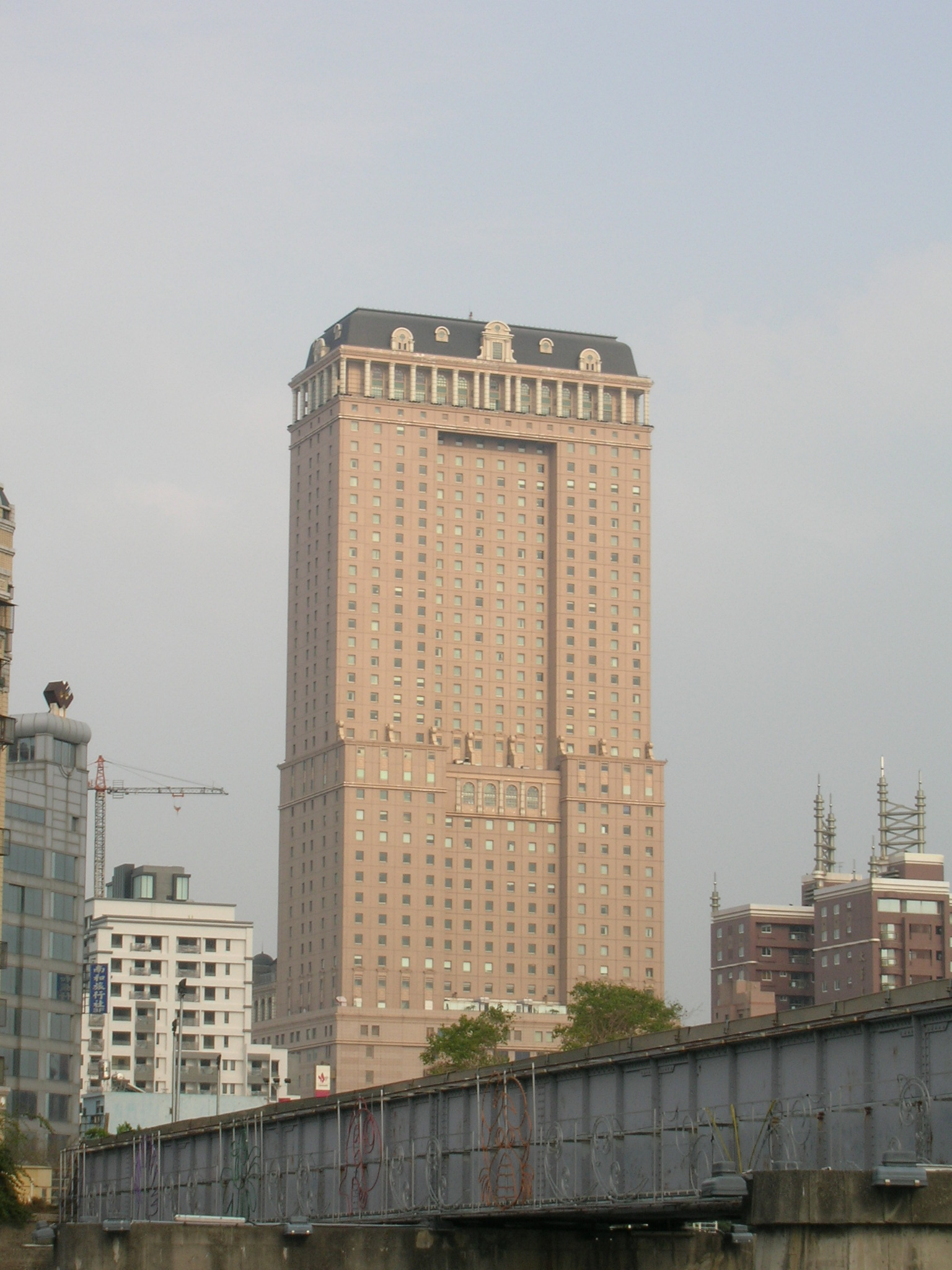
漢來新世界中心

五福商圈，位於高雄市新興區與前金區，和三多商圈、夢時代商圈、巨蛋商圈並列高雄四大商圈。商圈包含大統五福店、大立百貨、新堀江、新興高中、漢來大飯店(漢神百貨、漢來大飯店)、高雄女中、大立精品、伯爵時尚會館、國賓大飯店、中央公園、城市光廊一帶；由於五福商圈位處南高雄核心地帶，所以在舊大統百貨燒毀之前，此地段一直都是高雄市的地王。

## 商業核心區
- 新堀江

南台灣青少年的街頭流行聖地，在這裡有許多稀奇古怪好玩的商品與活動，每天都有許多人會來這裡逛，一到下午四點後就會人潮開始湧進，到了五點更是擠的水瀉不通！在這裡以街頭次文化為主軸。
形之有年，南臺灣都知道的高雄新堀江很出名，定位在年輕活力的年輕人，與對面的玉竹街形成一股對比，各具風格，想要知道台灣南部主要流行打扮與最夯的商品趨勢，來這裡逛逛就知道。
- 大統五福店

大統五福店地點位於高雄市五福路及中山路口，是大統百貨創始店，開設於1975年，成立時並無「五福店」之名，而是稱「大統百貨公司」。1995年火災之後，被廣泛稱為「舊大統」，2010年重新開幕時，為與大統百貨和平店區分，定名為大統五福店。
該店在1995年10月29日，由於發生火災，整棟百貨大樓完全停擺將近11年。 2005年7月，舊大統由原本的9層樓拆至剩下3層。 2006年1月，舊大統以「大統262」的名稱重新開業。2008年4月，大統262因營運狀況不佳而結束營業。 2010年2月，大統262以「大統五福店」的名稱開幕，以餐飲娛樂業種為主，並且在「舊大統」的原本電梯位置，重新打造一部透明電梯，可眺望新堀江商圈街景。
- 漢神百貨
- 大立百貨
- 國賓大飯店